# Afacerea Kornilov
Afacerea Kornilov este numele sub care este cunoscută o încercare eșuată de lovitură de stat condusă de generalul Lavr Kornilov împotriva guvernului provizoriu și a prim-ministrului Alexandr Kerenski în septembrie 1917, în perioada dintre abdicarea țarului Nicolae al II-lea și izbucnirea Revoluției din Octombrie. Prospăt numit în funcția de comandant suprem al armatei ruse, generalul Kornilov, a decis să intervină în situația haotică din Rusia, după evenimentele din iulie. Kerenski a afirmat mai târziu că acțiunile lui Kornilov au fost un punct de cotitură în desfășurarea revoluției ruse, un factor hotărâtor în revigorarea bruscă a cauzei bolșevice.
Kornilov împărtășea credința membrilor clasei de mijloc a Rusiei conform căreia situația în țară era în continuă deteriorare, iar înfrângerea militară ar fi fost un dezastru pentru țară, pentru mândria și onoarea ei. El a afirmat că „Lenin și spionii lui germani” ar trebui spânzurați, sovietele desființate, disciplina militară reinstaurată, iar guvernul provizoriu „restructurat”.
Kerenski l-a demis pe Kornilov din funcția de comandant suprem al armatei pe 9 septembrie, pretinzând că generalul ar fi intenționat să se proclame dictator militar al țării. Kornilov a răspuns printr-un apel către toți rușii să-și „salvaze țara muribundă” și a ordonat cazacilor și cecenilor aflați sub comanda lui să înainteze către Petrograd, (folosindu-se și de ajutorul unor specialiști și echipamente britanice). Kerenski, nefiind sigur de loialitatea față de guvern a generalilor săi, a apelat la ajutorul bolșevicilor și a formațiilor lor paramilitare, Gărzile Roșii.
Populația capitalei a mobilizat unități ale milițiilor muncitorilor industriali și a voluntarilor din rândul cetățenilor de rând, care s-au organizat pentru respingerea unui asediu al soldaților conduși de Kornilov. Multe dintre aceste miliții fuseseră formate cu ajutorul și sub îndrumarea bolșevicilor. Mai mulți agitatori bolșevici au fost trimiși în tabăra lui Kornilov pentru a submina disciplina lor și pentru a-i determina să fraternizeze cu apărătorii capitalei. Încercarea lui Kornilov de cucerire a puterii a eșuat fără ca să se tragă un singur foc de armă, deoarece cazacii de sub comanda sa au trecut de partea guvernului provizoriu. Generalul și cu restul de aproximativ 7.000 de soldați care-i rămăseseră credincioși au fost arestați. Deși Kerenski a supraviețuit tentativei de lovitură de stat, acest eveniment a slăbit peste măsură guvernul provizoriu, întărindu-i în schimb pe bolșevici, care aveau în cele din urmă să cucerească puterea în timpul „Marii Revoluții Socialiste din Octombrie”.